# Famille d'Armagnac de Castanet
Pour les articles homonymes, voir Familles d'Armagnac.
La famille d'Armagnac de Castanet est une famille de la noblesse française, originaire du Rouergue.
Elle compte parmi ses membres un écuyer de l'écurie de Monsieur le Dauphin en 1449, futur Louis XI, un colonel d'un régiment de dix enseignes de gens de pied, un page à la grande écurie du roi, un gentilhomme de la chambre de Charles de Bourbon (1788-1855), un grand-vicaire.

## Origines
La famille d'Armagnac de Castanet est attestée en Rouergue dès la fin du XIVe siècle avec son premier auteur Pierre d'Armagnac. La généalogie qui sert de référence aux différents auteurs est celle qui a été dressée au début du XIXe siècle à partir des archives de la famille par un instituteur, M. Glück, publiée en 1850 à Cahors sous le titre : Précis historique et généalogique de la maison d'Armagnac de Castanet, Imprimerie J. Combarieu.
L'historien du Rouergue Hippolyte de Barrau, considère cette famille comme un rameau de la Maison d'Armagnac mais sans prouver un rattachement. En faveur d'une origine commune, les principaux arguments sont que le patronyme d'Armagnac est porté aux XIVe siècle et XVe siècle par les premiers membres connus de cette lignée avec des qualifications de noblesse. C'est ainsi que l'on relève Pierre d'Armagnac, chevalier, seigneur de Castanet, de la Bastide-Nantel et de Cambayrac et son fils Arnaudi de Castaneto al. (alias) Darmanhaco. Ce même Pierre d'Armagnac rend hommage au roi pour lui et son fils, et participe aux côtés de Géraud d'Armagnac, comte de Pardiac et vicomte de Fezenzaguet, à la guerre qui l'oppose à Menaud de Barbazan (1393-1396). Il épouse le 27 avril 1377 Réale, fille de Béraud de Faudoas, seigneur d'Avensac, et de Luce de Castanet, héritière de sa maison. La famille de Faudoas est une ancienne famille gasconne. Ce Béraud de Faudoas avait lui-même été témoin le 6 mars 1373 au contrat de mariage de Marthe d'Armagnac, fille de  Jean Ier, comte d'Armagnac et de Rodez, avec Jean, fils aîné de Pierre IV, roi d'Aragon.
Gustave Chaix d'Est-Ange écrit pour sa part : « On n'a absolument aucun renseignement sur la famille de ce Pierre d'Armagnac ; on suppose, mais sans aucune preuve à l'appui, qu'il se rattachait, peut-être par bâtardise, à la famille des comtes souverains d'Armagnac qui descendait des ducs de Gascogne et qui était alors la plus ancienne et la plus puissante du midi de la France. Le nom de Pierre d'Armagnac ne figure du reste dans aucune généalogie de la maison d'Armagnac ».
À ce jour, l'absence de mention d'une filiation dans les sources connues ne permet pas d'assurer le rattachement de la famille d'Armagnac, seigneurs de Castanet, à celle des comtes d'Armagnac, ni de dire comment se fait ce supposé rattachement.

## Historique
Elle adhère à l'Association d'entraide de la noblesse française (ANF), en 1964.

## Filiation et personnalités
La filiation prouvée commence avec Pierre d'Armagnac qui épouse le 27 avril 1377 Reale de Faudoas, fille aînée de Béraud, seigneur d'Avensac, coseigneur de Plieux et de L'Isle-Bozon, et de Luce de Castanet, qui a hérité de cette terre de son cousin germain Guion de Castanet. Ils ont au moins une fille Jeanne d'Armagnac, et un fils Arnaud d'Armagnac, seigneur de Castanet et de La Bastide-Nantel, qui fait la souche de la famille de Castanet établie au château de Cambayrac, près de Castanet, en Tarn-et-Garonne (et non Castanet en Aveyron).
Ils ne prennent pas tout de suite le nom de Castanet puisqu'en 1399, Pierre d'Armagnac, et son fils Arnaud d'Armagnac, rendent hommage pour la terre de Castanet au roi Charles VI. En 1404 ou 1401, "Pierre de Castanet ou encore d'Armagnac", est témoin dans un acte de cession entre Raymond-Roger de Comminges et son frère Arnaud-Roger Comminges. En 1405, Pierre d'Armagnac donne une procuration à son fils Arnaud d'Armagnac, devant Me Dupeyron, notaire à Najac. Entre 1410 et 1412, Arnaud d'Armagnac, seigneur de Castanet, est l'écuyer de Bernard II de Lévis-Mirepoix et participe aux conseils chargés des intérêts de Roger-Bernard II de Lévis-Mirepoix, fils de Jeanne d'Armagnac-Fezensaguet.
Par la suite, les descendants de Pierre d'Armagnac conservent comme seul patronyme celui de leur principal fief de Castanet (Tarn-et-Garonne).
Le fils de Pierre d'Armagnac est Arnaud d'Armagnac et c'est le fils de ce dernier qui relève le nom de son ascendance maternelle en se faisant appeler Jean de Castanet. En 1449, il reçoit une lettre du Dauphin Louis (le futur  Louis XI). Cette lettre, aujourd'hui perdue, a été vue et attestée par Glûck  et par Barreau. En 1467, Jean de Castanet est qualifié noble et puissant homme.
En 1586, Peyre de Castanet (Pierre de Castanet), seigneur de Castanet et Baron de Tauriac, acquiert un régiment de 10 enseignes "de gens à pieds" (d'infanterie) ,,. Mais il meurt dans les cinq mois qui suivent, comme l'atteste le testament de sa veuve, en date du 30 mai 1587 ,.
En 1696, François est recensé dans l'Armorial général de France en tant  que Marquis de Tauriac, Baron de Ialenques, Seigneur de Castanet et Beauvoir et Lieutenant du Roy en Rouergue. Toutefois il meurt sans descendance et ses titres ne sont pas transmis.
François d'Armagnac de Castanet (1722-1792), fils de François de Castanet, seigneur de Cambairac, et de Marie-Thérèse de Marsa, est le premier à avoir repris le nom d'Armagnac qu'il porte à l'assemblée de la noblesse tenue à Villefranche-de-Rouergue en 1789, et pour les preuves de deux de ses enfants, dont l'un entre au chapitre noble de Baume-les-Messieurs, et l'autre aux pages de Louis XVI.

## Possessions
- Le fief de Castanet

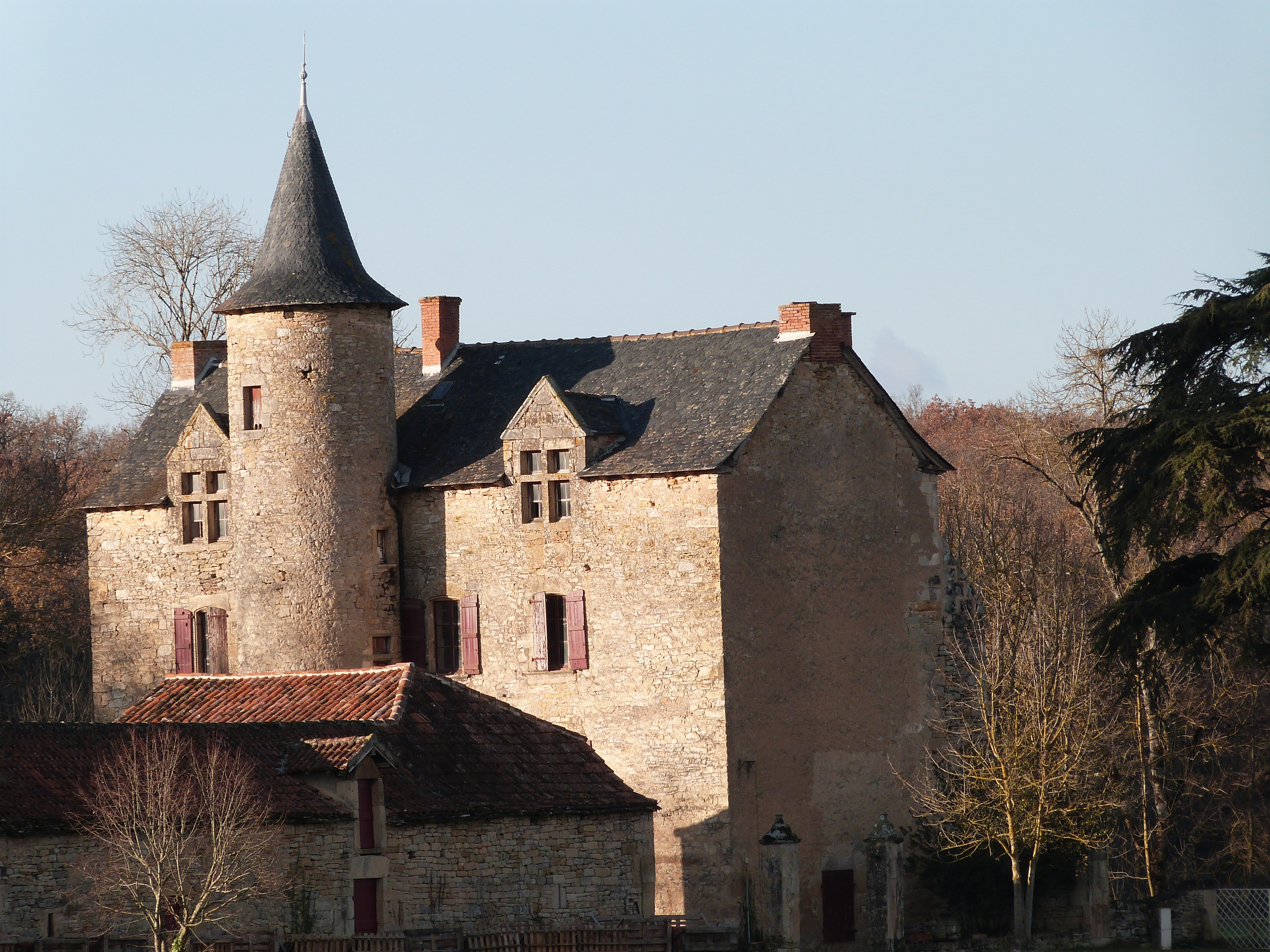
Château de Cambeyrac, à Castanet.

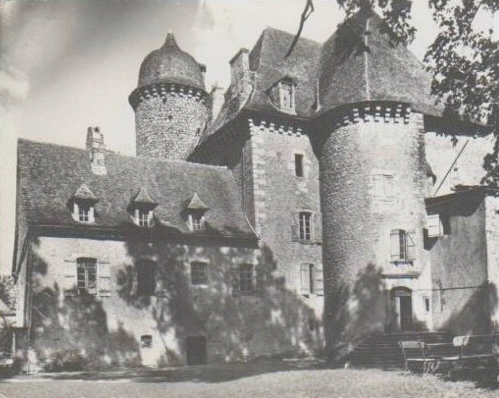
Château de La Caze, à Peyrusse.

- Le château de Cambayrac à Castanet
- Le château de Couanac à Varaire, par alliance en 1840 avec la famille Helyot
- Le château de La Caze à Peyrusse-le-Roc

## Alliances
Les principales alliances de la famille sont[réf. souhaitée] : de Faudoas (1377), d'Adhémar, de La Barrière, de Balaguier, de Morlhon (1444), de Cazillac (1488), de Marquès (1541), de Jehan de Saint-Projet (1576), de Marsa (1617 et 1717), de Vernhes et del Salès (1649), d'Ardenne (de Tizac) (1694), de Bérail de Mazerolles (1752), de Toulouse-Lautrec (1803), d'Hélyot (1836), Delpech (1866), de Castellane (1879), Joulia de La Salle

## Armes
- D'Armagnac de Castanet (du XVe siècle à la fin du XVIIIe siècle) : Aux 1 et 4 de gueules, au lévrier d'argent, accosté de gueules, bouclé, cloué d'or accompagné de deux grues aussi d'argent, le tout entouré d'une bordure crénelée de huit pièces d'or ; aux 2 et 3 d'argent, chargé d'un coticé de pourpre, à la bordure aussi crénelée de six pièces de gueules (reprise des armes de la famille de Castanet)[2],[13].

À la fin du XVIIIe siècle, la famille d'Armagnac de Castanet a pris les armes de la famille d'Armagnac-Rodez, sans toutefois pouvoir prouver une filiation.

d'Armagnac de Castanet (XVe siècle à la fin du XVIIIe siècle)
d'Armagnac de Castanet (depuis la fin du XVIIIe siècle)